# Simulium schizolomum
Simulium schizolomum är en tvåvingeart som beskrevs av Deng, Zhang och Chen 1995. Simulium schizolomum ingår i släktet Simulium och familjen knott. Inga underarter finns listade i Catalogue of Life.